# 알류트족
알류트족 (Aleut, 알류트어: Unangax)은 알래스카주와 캄차카반도의 사이에 있는 알류샨 열도의 에스키모계 민족이다. 전통적으로 수렵생활을 해 왔으며, 무기와 배, 직물을 짜는 공예를 발달시켰다. 캐나다에도 소수 살고 있으며 러시아의 캄차카 지방에도 거주하고 있다.

## 역사
알류트족의 조상은 빙하기에 북동아시아로부터 베링 육교를 통해 건너왔다고 생각되며, 이누이트족과 언어학적, 인류학적으로 가깝다.
선사시대부터 주로 바다표범이나 해달 등을 수렵하며 약 2만5000명 정도가 살고 있었으나 18세기부터 러시아인의 정착지가 세워지며 접촉이 시작되었는데, 이때 해양 자원이 고갈된 것에 불만을 품은 알류트족에 의해 1784년 충돌 사태가 일어나기도 했다. 이후 외부로부터 전염된 질병으로 인구가 급감하여 1910년 인구조사에 따르면 1,491명만이 남아 있었다.
2000년에는 11,914명이 알류트족의 정체성을 가지고 있었으나 대부분 영어를 사용하는 것으로 조사되었다.

## 언어
이들의 토착 언어인 알류트어는 에스키모알류트어족에 속하며, 1995년 통계에 따르면 305명의 사용자가 남아있으나 2011년 150명 정도로 감소하였다.

## 같이 보기
- 에스키모